# Auf Befehl der Kaiserin
Personnages
- La jeune impératrice
- le jeune empereur
- Leurs enfants
- La princesse Ludwigsberg, dame d'honneur
- Le baron Prandler
- Konrad
- Weisskappl, le boucher
- Toni, son fils
- La vieille dame de Spannberg
- Lintschi, sa fille
- Des majordomes, des officiers, des dames d'honneur, des sujets

Auf Befehl der Kaiserin (Par ordre de l'impératrice en français) est une opérette en trois actes de Bruno Granichstaedten sur un livret de Leopold Jacobson et Robert Bodanzky, donnée pour la première fois le 20 mars 1915 au Theater an der Wien. Pour contourner la censure en Autriche-Hongrie, elle s'appela d'abord Auf Befehl der Herzogin (Par ordre de la duchesse).

## Synopsis

### Premier acte
Appartement de la vieille dame de Spannberg
Le riche boucher Weißkappl est lié depuis des années à l'ancienne habitante de Spannberg. Comme Lintschi, la fille de la dame, flirte souvent avec les officiers, il menace de rompre leur relation. Maintenant que les enfants sont en âge de se marier, Toni Weißkappl doit épouser Lintschi. La dame trouve l'idée bonne, d'autant plus que Toni aura un grand héritage. Toni et Lintschi ne veulent pas, Toni est tombé amoureux d'une danseuse et Lintschi veut épouser l'officier impérial Konrad. Dans une conversation secrète, Lintschi promet de refuser si le père de Toni demande sa main à sa mère.
De son côté, la jeune impératrice est jalouse et croit que son mari est toujours susceptible de commettre une infidélité. Elle demande au baron Prandler, commissaire de la chasteté, de le surveiller. Prandler découvre que l'empereur est avec la princesse de Ludwigsberg, une charmante demoiselle d'honneur de sa femme, et part secrètement rencontrer la dame de Spannberg. Le baron avertit la mère et la fille, que l'impératrice et l'officier arriveront bientôt pour vivre leur amour. Lintschi croit qu'il s'agit de Konrad, elle s'éloigne alors de lui et se rapproche de Toni.

### Second acte
À la cour impériale
En tant que régente, l'impératrice veut imposer les bonnes mœurs. Quand elle apprend par le baron qu'un officier a rendez-vous avec une demoiselle d'honneur chez la vieille dame de Spannberg, elle est horrifiée. Elle envoie chercher Lintschi. Lintschi vient accompagnée de son futur mari et de son père. Dans la conservation qui suit entre l'impératrice et Lintschi, le malentendu persiste, car l'impératrice croit qu'il s'agit de son mari et Lintschi de Konrad. Folle de jalousie, l'impératrice ordonne la mariage entre Lintschi et Toni pour demain.
À peine Lintschi, Toni et le père partis, le baron Prandler vient voir l'impératrice. Il déclare qu'il s'est trompé et que l'empereur va rencontrer la princesse Ludwigsberg dans un autre endroit. C'est à ce moment que Konrad, l'officier de service, amène une délégation de sujets à qui l'impératrice avait promis une audience privée. La jeune impératrice met de côté sa jalousie et se consacre à ses fonctions de régente.

### Troisième acte
Dans la cour de la vieille dame de Spannberg
Tout le monde est présent pour le mariage. Weißkappl est fier et se soucie que la cuisine et le vin soient là. Lintschi et Toni sont désespérés. Tout à coup, l'impératrice arrive. Elle veut corriger son erreur envers Lintschi. Comme cadeau de mariage, elle demande à Konrad d'épouser Lintschi ici et maintenant à la place de Toni. Lintschi et Toni sont ravis ; Weißkappl est déconcerté. Et comme Toni avait promis le mariage à sa danseuse, deux cérémonies s'imposent.

## Source, notes et références
- (de) Cet article est partiellement ou en totalité issu de l’article de Wikipédia en allemand intitulé « Auf Befehl der Kaiserin » (voir la liste des auteurs).